# Пелин из Бриндизи
Пе́лин из Бриндизи (итал. Pelino di Brindisi, около 620 года, предположительно Дуррес, Албания — 5 декабря 662 года, Корфинио, Италия) — святой Римско-Католической Церкви, епископ и покровитель Бриндизи, мученик.

## Биография
Пелин предположительно родился в Дурресе около 620 года. Будучи монахом василианского ордена, он после распространения ереси монофелитства в греческой колонии Византии при правлении императоров Ираклия I и Константе II, перебрался в Бриндизи. После смерти епископа Прокула Пелин был назначен епископом Бриндизи. Вскоре по приказу императора Пелин был выслан в Корфинио, где он был приговорён к смерти вместе со своими учениками и казнён 5 декабря 662 года.

## Память
Пелин был объявлен святым в 668 году его преемником епископом Циприем, который написал его житие. В 1771 году в Бриндизи была освящена церковь в честь святого Пелина, в которой находится алтарь с иконой мученической смерти святого Пелина авторства Оронцо Тизо.
Святой Пелин является покровителем епархии Сульмона-Вальвы.